# Ninian Edwards
Ninian Edwards (Montgomery megye, 1775. március 17. – Belleville, 1833. július 20.) az Amerikai Egyesült Államok szenátora (Illinois, 1818–1824).